# Константинович Петро Христофорович

Генерал Петро Константинович

Петро́ Христофо́рович Константино́вич  (1785—1850, Байкове кладовище) — генерал-майор російської армії. Дід академіка Володимира Вернадського, прадід історика Георгія Вернадського.

## Біографія
Петро Христофорович був кадровим військовиком. Він брав участь у багатьох військових походах російської армії. Зокрема, Константинович відзначився 1812 року під Смоленськом та у битві при Бородіно.
Від 1836 року Петро Константинович був командиром Київського артилерійського гарнізону. 1838 року Константиновичу надали в довічне та спадкове володіння 1500 десятин землі в Переяславському повіті Київської губернії.
1848 року Константиновичу надали звання генерал-майора. Через рік він вийшов у відставку.
Генерал Константинович мав 13 дітей, п'ять із них померли ще немовлятами. Деякі з синів стали також військовими. Найбільших успіхів на цьому терені досяг син Олександр.
Донька Ганна поєднала родини Константиновичів і Вернадських. Вона стала дружиною професора Івана Вернадського, матір'ю академіка Володимира Вернадського

## Електронні ресурси
- Старий Київ. Шоколадний будинок